# Sajjad Moradi
Pour les articles homonymes, voir Moradi.
Sajjad Moradi (en persan  سجاد مرادی , né le 30 mars 1983 à Lordegan) est un athlète iranien spécialiste du demi-fond.

## Palmarès
| Date | Compétition                  | Lieu      | Résultat | Épreuve   | Temps         |
| ---- | ---------------------------- | --------- | -------- | --------- | ------------- |
| 2003 | Championnats d'Asie          | Manille   | 4e       | 800 m     | 1 min 47 s 38 |
| 2004 | Championnats d'Asie en salle | Téhéran   | 2e       | 800 m     | 1 min 48 s 48 |
| 2004 | Championnats d'Asie en salle | Téhéran   | 2e       | 1 500 m   | 3 min 56 s 00 |
| 2005 | Championnats d'Asie          | Incheon   | 3e       | 800 m     | 1 min 44 s 74 |
| 2007 | Championnats d'Asie          | Amman     | 2e       | 800 m     | 1 min 52 s 22 |
| 2007 | Championnats d'Asie          | Amman     | 2e       | 1 500 m   | 3 min 47 s 01 |
| 2007 | Jeux asiatiques en salle     | Macao     | 3e       | 4 x 400 m | 3 min 13 s 18 |
| 2009 | Universiade                  | Belgrade  | 1er      | 800 m     | 1 min 48 s 02 |
| 2009 | Jeux asiatiques en salle     | Hanoï     | 1er      | 800 m     | 1 min 48 s 48 |
| 2009 | Championnats d'Asie          | Guangzhou | 1er      | 800 m     | 1 min 48 s 58 |
| 2010 | Jeux asiatiques              | Guangzhou | 1er      | 800 m     | 1 min 45 s 45 |
| 2010 | Jeux asiatiques              | Guangzhou | 2e       | 1 500 m   | 3 min 37 s 09 |
| 2011 | Championnats d'Asie          | Kōbe      | 2e       | 800 m     | 1 min 46 s 35 |
| 2011 | Championnats d'Asie          | Kōbe      | 2e       | 1 500 m   | 3 min 43 s 30 |

### Records
| Épreuve      | Performance   | Lieu      | Date             |
| ------------ | ------------- | --------- | ---------------- |
| 800 mètres   | 1 min 44 s 74 | Incheon   | 4 septembre 2005 |
| 1 500 mètres | 3 min 37 s 09 | Guangzhou | 23 novembre 2010 |

| Épreuve      | Performance   | Lieu    | Date                           |
| ------------ | ------------- | ------- | ------------------------------ |
| 800 mètres   | 1 min 48 s 48 | Hanoi   | 7 février 2004 2 novembre 2009 |
| 1 500 mètres | 3 min 53 s 98 | Téhéran | 25 janvier 2008                |